# Isla Correa
Isla Correa es una isla del Perú situada en el océano Pacífico, frente a las costas del departamento de Tumbes, a la que pertenece. Se halla en el golfo de Guayaquil y colinda con el canal internacional de Capones, límite natural con el Ecuador. Presenta una forma alargada que se estrecha en la parte central, con 5.23 km de longitud máxima y una anchura que oscila entre 1 y 2 km; la superficie total de la isla es de 4.6 km², lo que la convierte en la segunda isla más grande del conjunto insular de islas peruanas sobre el golfo de Guayaquil. 
La isla cuenta con un clima tropical seco lo que ha coadyuvado a la consolidación de un paisaje de bosques de mangle. 
Alrededor de la isla se realizan viajes guiados en bote, para observar la diversidad de aves que aún existe en el lugar.